# Mesechinus
Mesechinus is een geslacht van zoogdieren uit de familie van de egels (Erinaceidae). De wetenschappelijke naam van het geslacht werd in 1951 gepubliceerd door Sergej Ognjov.

## Soorten
Er worden 5 soorten in dit geslacht geplaatst:
- Mesechinus dauuricus (Sundevall, 1842)
- Mesechinus hughi (O. Thomas, 1908)
- Mesechinus miodon (O. Thomas, 1908)
- Mesechinus orientalis Shi et al., 2023
- Mesechinus wangi He Kai et al., 2018